# Focalisation faible

Un paquet de particules ayant une variance de position est focalisé dans un champ magnétique. En réalité, le faisceau ne sera pas focalisé sur un point, mais conservera une taille non nulle en raison de la divergence.

Une focalisation faible se produit dans les accélérateurs de particules lorsque des particules chargées se déplacent à travers des champs magnétiques uniformes, les faisant se déplacer sur des trajectoires circulaires sous l'effet de la force de Lorentz. En raison de leur mouvement circulaire, les orbites de deux particules ayant des positions légèrement différentes peuvent se rapprocher, voire se croiser.
Parce qu'un faisceau de particules a une émittance finie, cet effet a été utilisé dans les cyclotrons, ainsi que dans les premiers synchrotrons pour prévenir l'apparition de déviations par rapport à l'orbite souhaitée. Du fait même de sa définition, il se produit également dans les aimants dipolaires des installations des accélérateurs modernes et doit être pris en compte dans les calculs de l'optique des faisceaux. Dans les installations modernes, la plupart des focalisations de faisceau sont généralement effectuées par des aimants quadrupolaires, en utilisant une focalisation forte, ce qui permet de diminuer la taille des faisceaux et des chambres à vide, réduisant ainsi la taille moyenne des aimants.